# 瑞泽德吕雄
瑞泽德吕雄（法語：Juzet-de-Luchon，法語發音：[ʒyzɛ də lyʃɔ̃]）是法国上加龙省的一个市镇，属于圣戈当区。

## 地理
瑞泽德吕雄（42°48'31"N, 0°36'32"E）面积6.8 平方千米，位于法国奧克西塔尼大區上加龙省，该省份为法国西南部内陆省份，西南端与西班牙接壤，自此顺时针与上比利牛斯省、热尔省、塔恩-加龙省、塔恩省、奥德省和阿列日省接壤。
与瑞泽德吕雄接壤的市镇（或旧市镇、城区）包括：博索斯特、巴涅尔德吕雄、蒙托邦德吕雄、穆斯塔容、萨勒和普拉特维耶勒、索德、昂蒂尼亚克。
瑞泽德吕雄的时区为UTC+01:00、UTC+02:00（夏令时）。

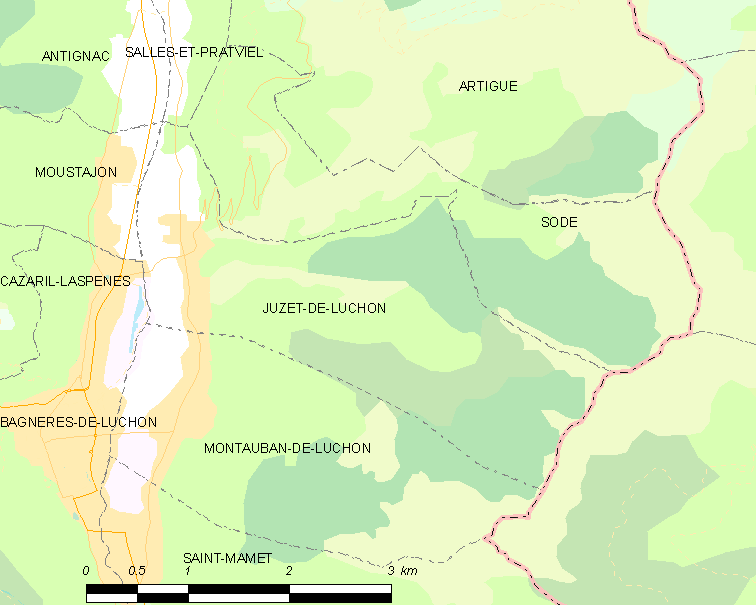
瑞泽德吕雄的OSM定位图

## 行政
瑞泽德吕雄的邮政编码为31110，INSEE市镇编码为31244。

## 政治
瑞泽德吕雄所属的省级选区为巴涅尔德吕雄县。

## 人口

1962-2008年间瑞泽德吕雄人口变化图示

瑞泽德吕雄于2022年1月1日时的人口数量为372人。